# 카미카와 타카야
카미카와 타카야(일본어: 上川 隆也, 1965년 5월 7일 ~ )는 일본의 배우이다. 도쿄도 하치오지시 출신, 제로 라이트 이어스 소속이다.

## 실사 TV 출연
- 모리 모토나리
- 미야모토 무사시
- 하얀 거탑
- 공명의 갈림길 (드라마)
- 료마전
- 지지 않는 태양
- BG~신변경호인~

## 애니메이션
- 천원돌파 그렌라간
- 스타워즈: 비전

## 영화
- 천원돌파 그렌라간
- 나루토 질풍전 극장판: 블러드 프리즌
- 가구야 공주 이야기
- 배트맨 닌자 대 야쿠자 리그 - 보스

## 비디오 게임
- 레이튼 교수와 최후의 시간여행

## 일본어 더빙
- 도리를 찾아서